# Joe Weatherly
Joseph Herbert "Joe" Weatherly, född den 29 maj 1922 i Norfolk i  Virginia, död den 19 januari 1964 i Riverside i Kalifornien, var en amerikansk racerförare. Under sin karriär i Nascar körde han 230 lopp, vann 25 gånger, tog 18 Pole position och placerade sig inom topp-10 153 gånger.

## Racingkarriär
Weatherly gjorde sin debut i Nascar 1952, och han tog sin första seger 1958 på Nashville Speedway. Han kom sedan att vinna två raka titlar 1962 och 1963, körandes för Bud Moore Engineering. Han slog sitt huvud i ett skyddsräcke när han körde på Riverside International Raceway 1964, och avled av skadorna. Hans död fick Nascar att införa fönsternät obligatoriskt 1971. Weatherly är begravd på Forest Lawn Cemetery i Norfolk.